# Bahnhof Mombasa Terminus
Der Bahnhof Mombasa Terminus, Kiswahili: Kituo cha reli Mombasa Terminus ist der wichtigste Fernbahnhof der Großstadt Mombasa an der Ostküste von Kenia.

## Lage und Bedienung
Der Bahnhof befindet sich im Zentrum von Mombasa im Stadtteil Mombasa Island, gleisseitig gesehen befindet er sich am Beginn der Normalspurstrecke von Mombasa nach Nairobi. Täglich verkehren mehrere Züge des Fernverkehrs.
Matatu-Linien verkehren vor dem Bahnhof, das Fernbustermimal liegt ebenfalls nahe dem Bahnhof, der Flughafen jedoch ist weit entfernt.
In den 2020er Jahren wurde der Bahnhof sowie die gesamte Bahnstrecke nach Nairobi grundlegend saniert.
Der wiedereröffnete Bahnhof Mombasa Terminus verfügt nun über klimatisierte Wartebereiche, Gepäckaufbewahrung, Einzelhändler, Schnellrestaurants und Cafés sowie andere Dienstleister sowie Fahrkartenschalter- und Automaten, einen Infopoint und ist permanent mit Sicherheits-, Service- und Reinigungspersonal besetzt. Er ist zudem komplett barrierefrei, er verfügt über Aufzüge, Blindenleitlinien, Blindenschrift, akustische Ansagen sowie barrierefreie sanitäre Anlagen und Duschen.